# Eleocharis ovata
Eleocharis ovata là loài thực vật có hoa trong họ Cói. Loài này được (Roth) Roem. & Schult. mô tả khoa học đầu tiên năm 1817.